# Bolo de Mendes
Bolo de Mendes (em grego:  Βῶλος ὁ Μενδήσιος, Bōlos ho Mendēsios; fl. século III a.C.) foi um filósofo egípcio helenizado, um escritor neopitagórico de obras esotéricas e médicas, que trabalhou no Egito ptolomaico. O Suda, e Eudócia depois dele, mencionam um filósofo pitagórico de Mendes no Egito, que escreveu sobre maravilhas, remédios potentes e fenômenos astronômicos. O Suda, no entanto, também descreve um Bolo filósofo da escola de Demócrito, que escreveu Investigação e Arte Médica, contendo "remédios médicos naturais de alguns recursos da natureza". Mas, a partir de uma passagem de Columela, parece que Bolo de Mendes e o seguidor de Demócrito eram a mesma pessoa; e ele parece ter vivido após a época de Teofrasto, cujo trabalho Sobre as plantas ele parece ter conhecido.